# 慈溪市
慈溪市位于中华人民共和国浙江省东北部，濒临杭州湾，为宁波市代管的一个经济发达的县级市，長期位居中國百強縣前十名。慈溪市位于宁绍平原东北部，区域总面积为1,361平方公里。市人民政府駐白沙路街道三北大街655号。

## 沿革

### 句章时期（唐开元年以前）
春秋时期属越国地。战国时期设句章城。秦朝（秦始皇二十六年），设句章县，隶属于会稽郡。东汉为会稽东部都尉治隶属于扬州会稽郡。东晋时期因战事而废城，后迁至鄞县一带。隶属于扬州会稽郡。隋朝，隶属于会稽郡，后属吳州，后属越州。唐朝武德四年（621年）废句章，隶属于越州。

### 唐开元年至清
唐开元二十六年，设慈縣，后曾隶属于江南东道越州、明州、余姚郡。唐乾元元年，隶属于浙江东道。五代时期，属明州望海军，隶吴越国。北宋，属两浙路明州奉国军。南宋，两浙东路庆元府。元朝，属江浙行省浙江东道宣慰使司庆元路。明朝，属宁波府，明永乐十六年，慈溪失县印，上报朝廷后，改溪从谷，即改慈溪县为慈县。清朝，慈谿县属宁波府，隶浙江省绍台道。

### 中华民国大陆时期
- 民国元年至民国二年，直属于浙江省军政府。
- 民国三年至民国十五年，隶属于浙江省会稽道。
- 民国十六年至民国二十年，直属浙江省政府。
- 民国二十一年至民国二十三年，属浙江省第五行政督察区。
- 民国二十四年至民国三十五年，属浙江省第六行政督察区。
- 民国三十六年至民国三十七年，属浙江省第三行政督察区。
- 民国三十七年四月至民国三十八年六月，属浙江省第二行政督察区[4]。

### 中华人民共和国时期
建国初期（1949－1954年），慈谿县属宁波专员公署（宁波专区）。1954年镇海县、余姚县、慈谿县之北成为新的慈谿县。县治从慈城镇移至浒山镇（今浒山街道）。1956年異體字整理將谿合併至溪。1970年，慈溪县隶属于宁波地区。1979年，泗门区划归余姚，余姚龙南区划入慈溪县，形成现有境域。1988年10月13日，慈溪撤县改市（县级市），属宁波市。

## 行政区划
下辖6个街道、14个镇，59个社区、27个居委会、296个行政村：
- 街道办事处：浒山街道、古塘街道、白沙路街道、宗汉街道、坎墩街道、陆中湾街道。
- 镇：观海卫镇、长河镇、周巷镇、新浦镇、崇寿镇、胜山镇、庵东镇、附海镇、逍林镇、桥头镇、横河镇、匡堰镇、掌起镇、龙山镇。

慈溪所在之地，原称三北，乃慈北、姚北、镇北之意。1954年由原余姚县、慈溪县、镇海县3县之北部产棉区合并新设慈溪县，县城新设在浒山。而此前的原慈溪县县城则驻在慈城镇，该镇目前属于江北区。

## 人口
根据第七次全国人口普查数据，截至2020年11月1日零时，慈溪市常住人口1829488人。

## 交通

### 公路

#### 普通公路
- 228国道
- 329国道

#### 高速公路
- 沈海高速
- 沪慈高速
- 慈余高速

#### 铁路
未来有 通苏嘉甬铁路过境，将设置慈溪站

## 物产
金属资源有铁、铜。非金属资源有石墨、石英、天然气、泥炭等。土特产品有杨梅、麦冬、丝瓜络、古窑浦水蜜桃、鸣鹤雷竹笋、周巷酱油、天元牌黄酒、龙山黄泥螺、三北豆酥糖、沙蟹、天元古旧家具等。
慈溪丝瓜络及其制品、慈溪杨梅为中国地理标志产品。

## 经济
慈溪市现为中国大陆百强县前10之列，民营经济占绝对主导成分，超95%民营比例，最著名的产业是电器，工业发展迅速，百花齐放。中小企业遍地，一镇一品，一户一厂是慈溪一大特色。2012年GDP总量948.29亿元。

### 著名企业
金轮集团、方太集团、三A集团、沁园集团、公牛集团、先锋集团、达能电器等。

## 名胜古迹
上林湖越窑遗址、达蓬山、五磊山风景区、鸣鹤古镇、龍山虞氏舊宅建築群等。

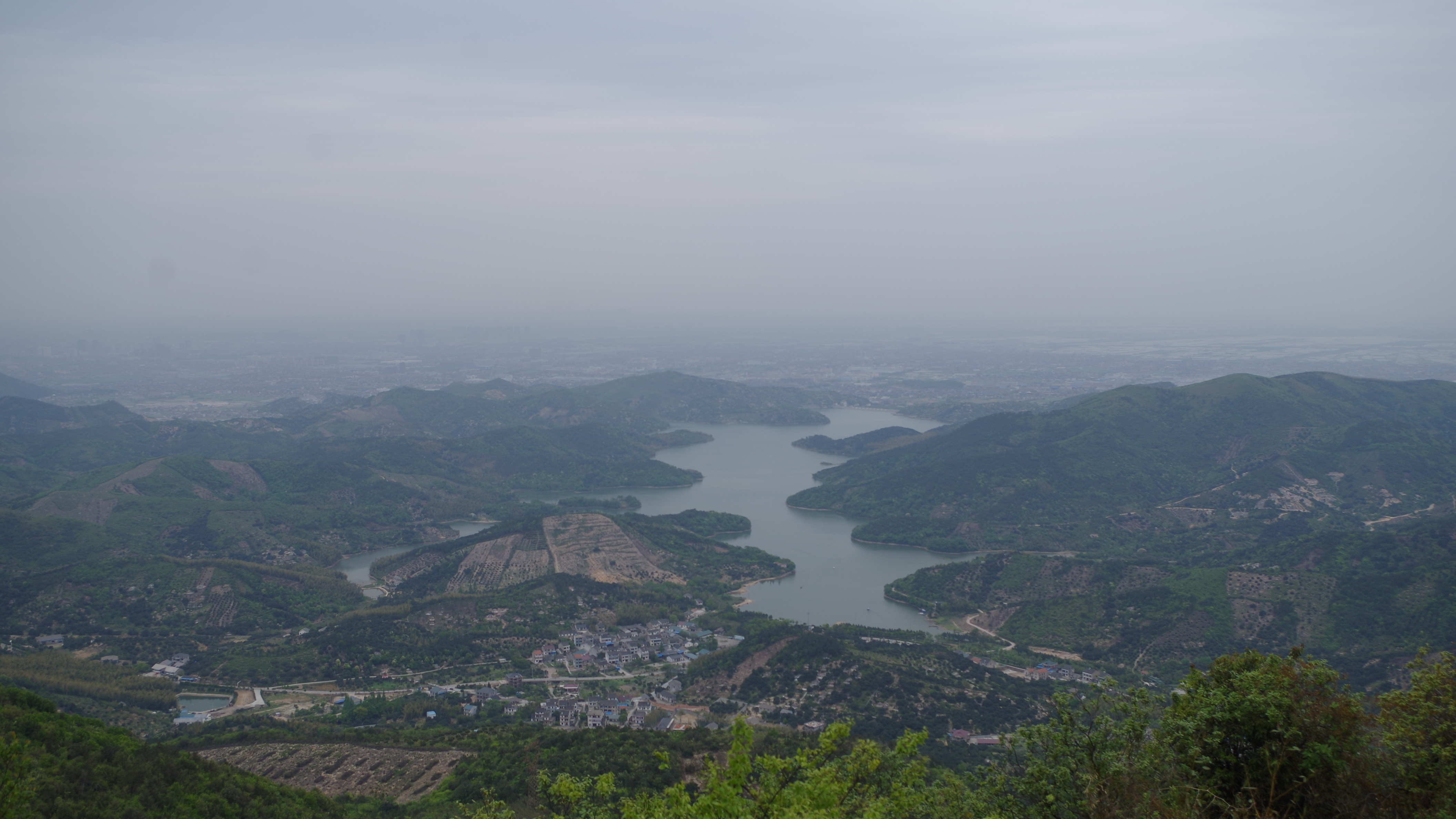
上林湖
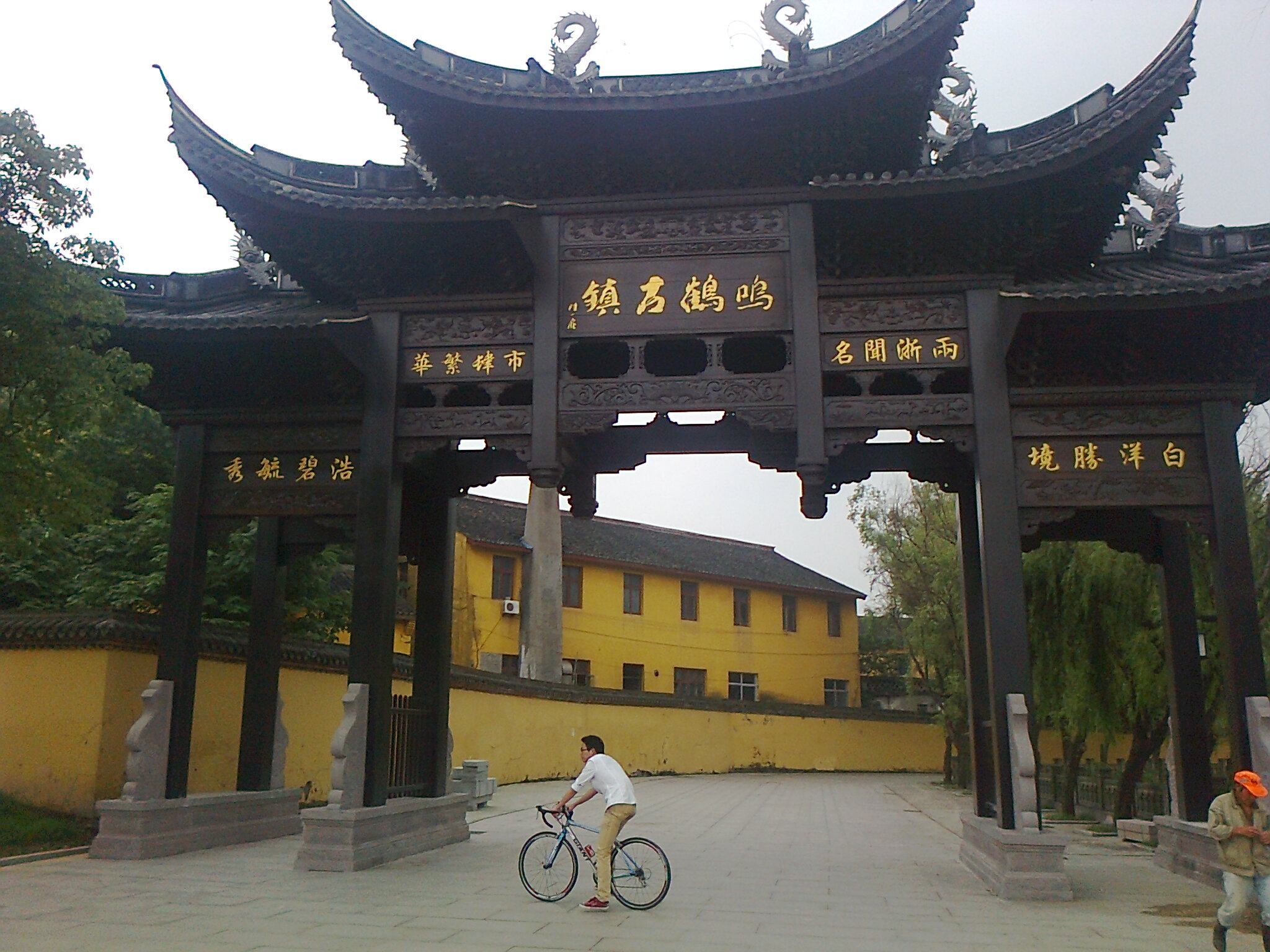
鸣鹤古镇新牌坊
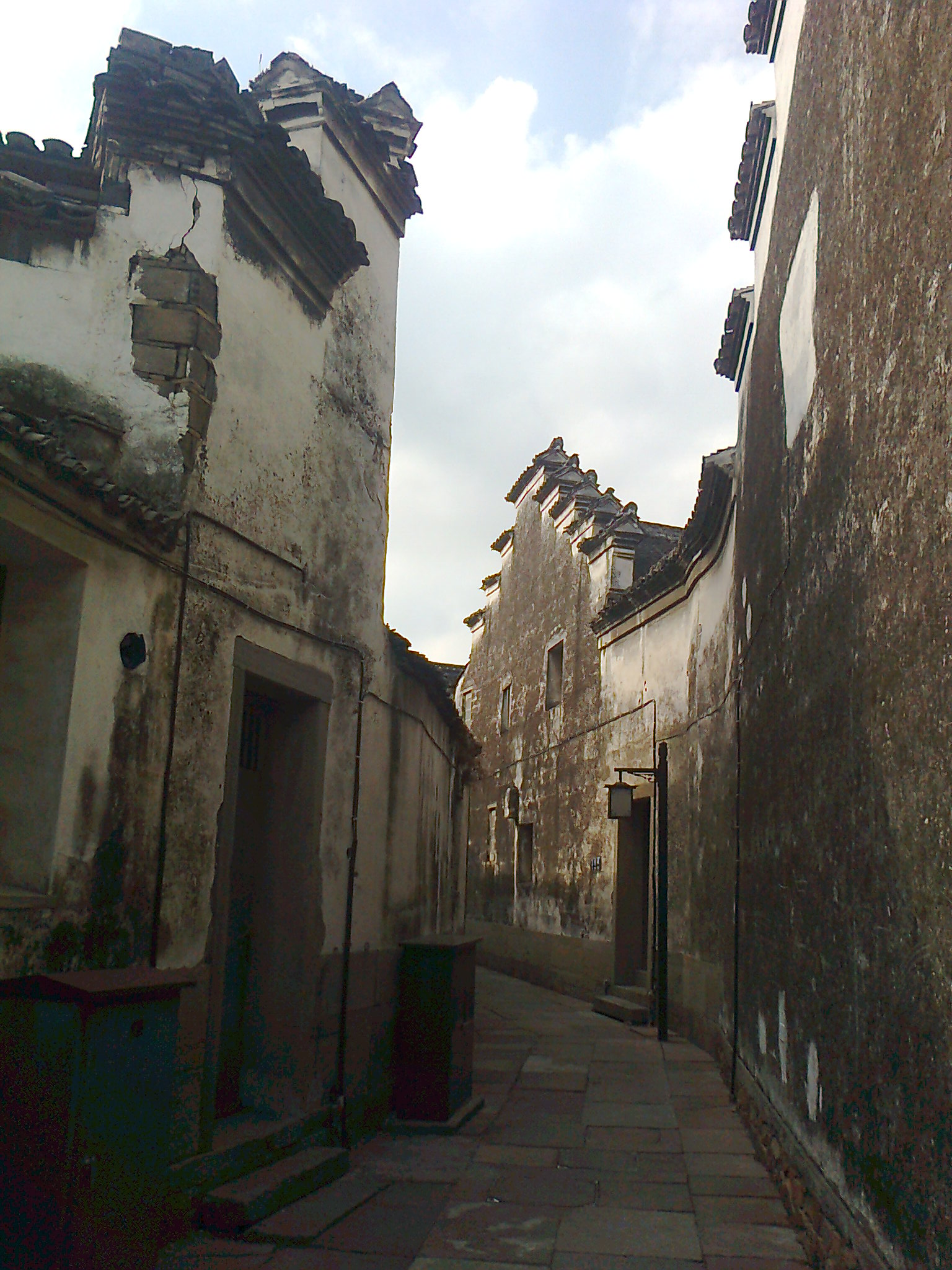
鸣鹤古镇的银号弄马头墙
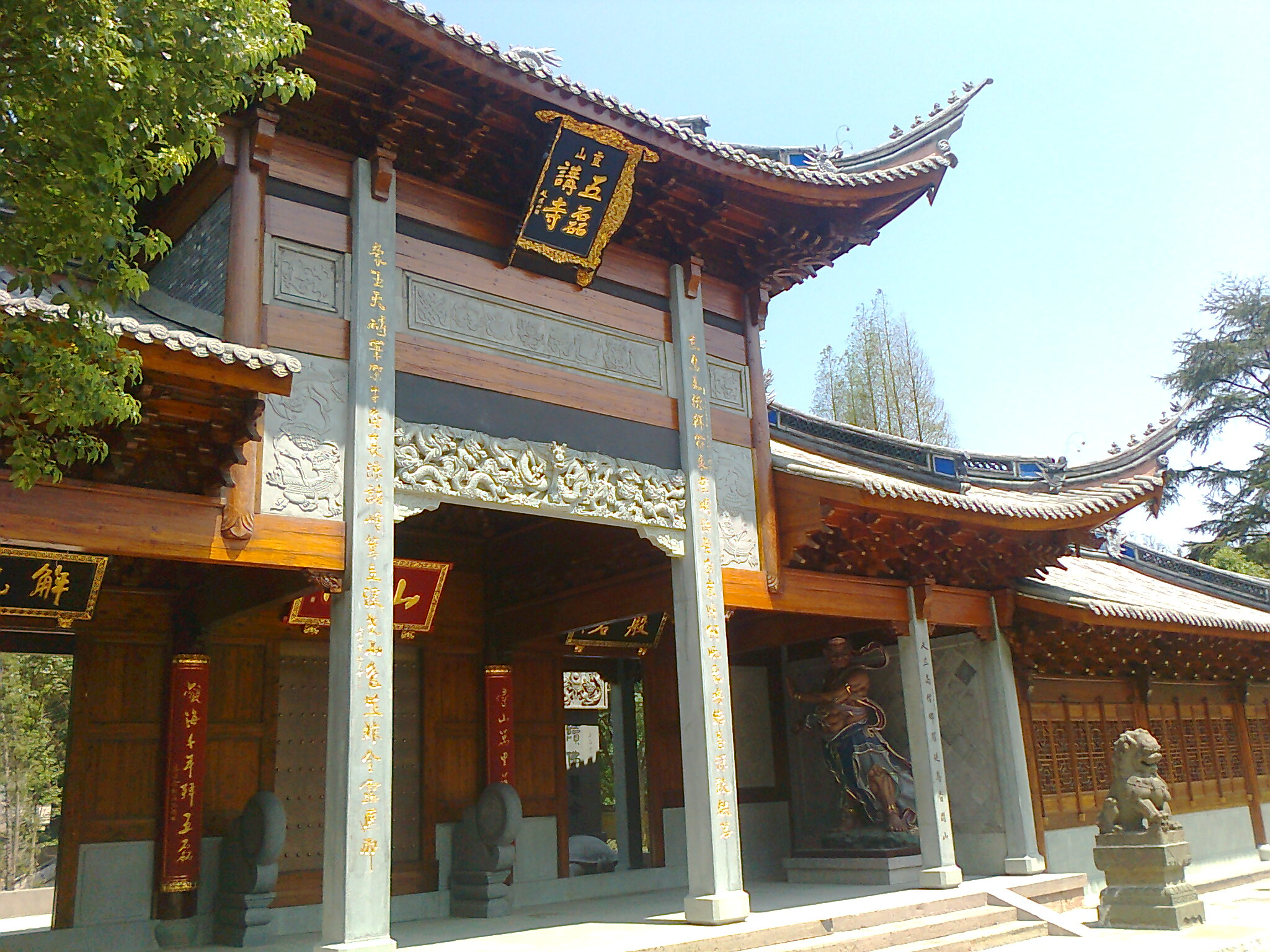
五磊讲寺
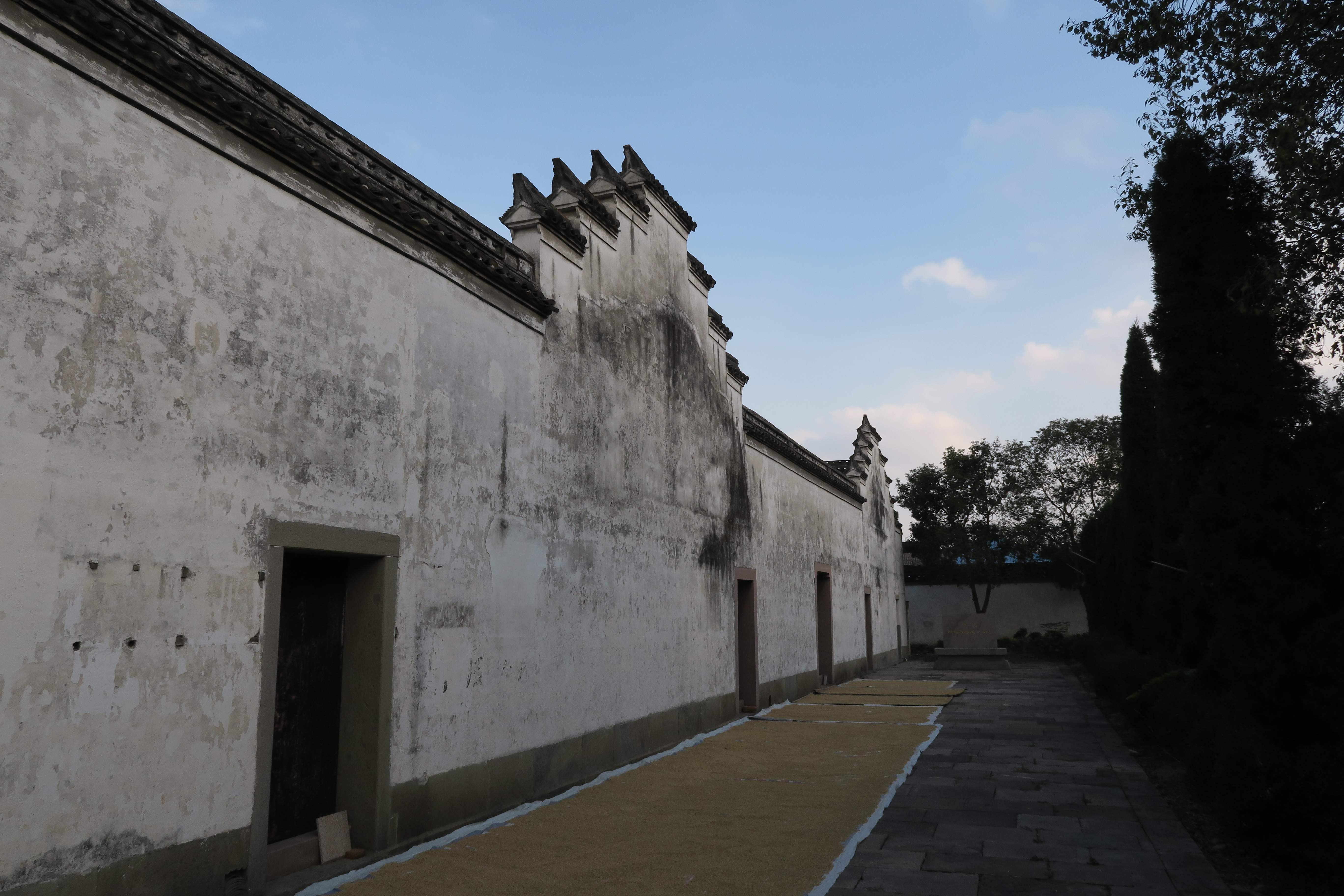
中共浙东区委成立旧址
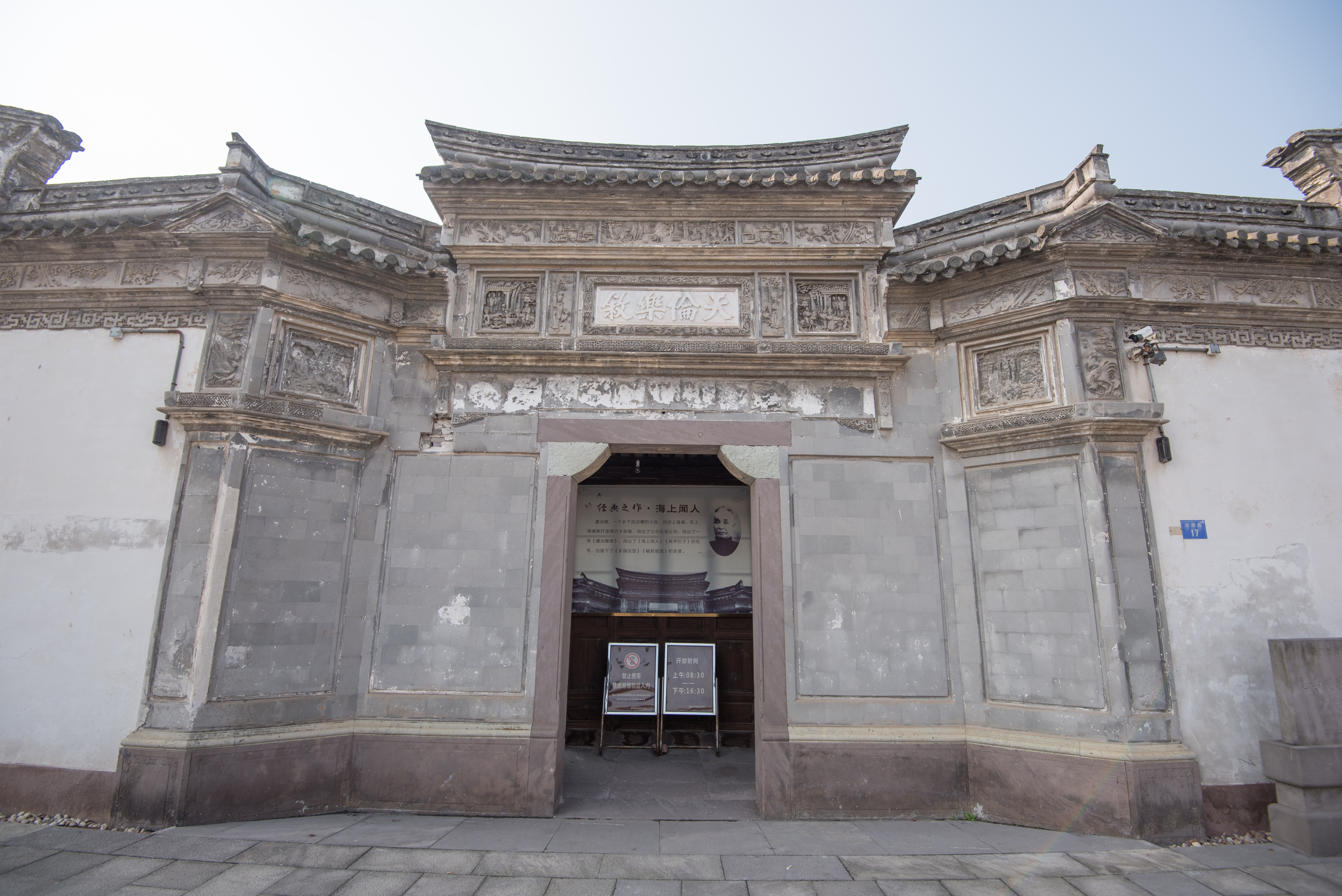
龍山虞氏舊宅建築

## 友好城市
- 美国贝克斯菲尔德
- 以色列羅什艾因
- 波蘭奥斯特鲁达
- 義大利布斯托阿西齊奧